# Kızılyer, Honaz
Kızılyer là một thị trấn thuộc huyện Honaz, tỉnh Denizli, Thổ Nhĩ Kỳ. Dân số thời điểm năm 2010 là 1.167 người.